# Territorio de Baja California
Baja California, oficialmente Territorio Federal de Baja California, fue un territorio federal mexicano que abarcó la totalidad de la península de Baja California, hoy abarcada por los actuales estados de Baja California y Baja California Sur.
Existió desde la creación de la Federación mexicana en 1824 hasta su división en 1931, pasando por dos periodos de inexistencia entre 1835 y 1846 con la República Centralista y entre 1863 y 1867 con el Segundo Imperio Mexicano. Cabe destacar que siempre se consideró el mismo ente territorial. 
Históricamente es la sucesora de la provincia de Baja California, establecida durante el virreinato de Nueva España, y antecesora de los territorios Norte de Baja California y Sur de Baja California.

## Historia

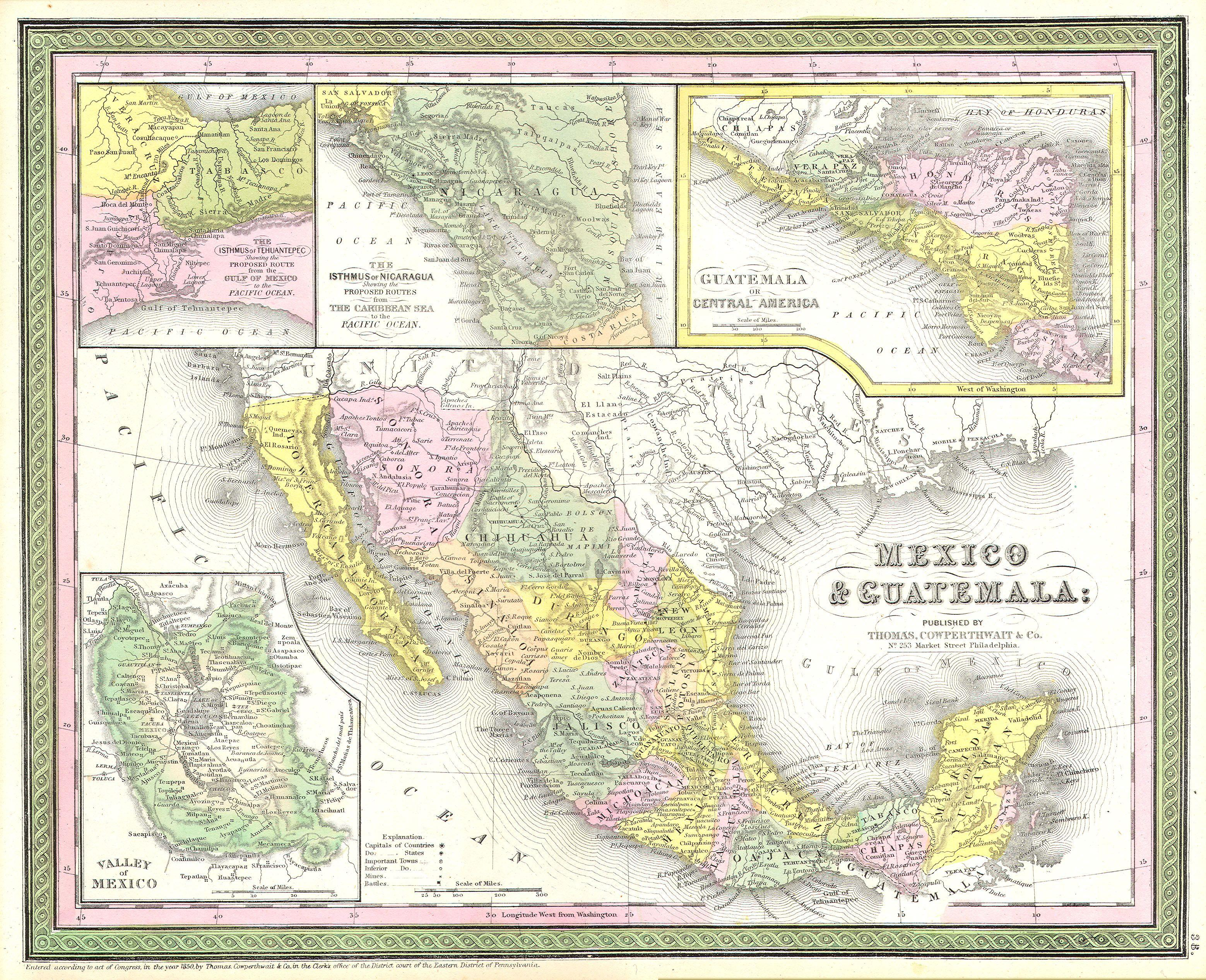
Mapa de México en 1850. El territorio de Baja California aparece en color amarillo en el extremo superior izquierdo del mapa.

El territorio federal de Baja California fue establecido en 1824, junto con la creación de la Primera República mexicana, era administrada directamente por el poder ejecutivo federal. En 1829, en Loreto, que era la capital de la península, significó el principio de grandes cambios en La Paz. Una fuerte avenida de agua del arroyo contiguo a Loreto, había dejado a la población en ruinas. Se decidió en consecuencia trasladar la sede del gobierno al puerto de La Paz.En 1835 el territorio fue dividido administrativamente en tres partidos: San José del Cabo, al sur; Loreto, al centro; y Fronteras, al norte colindando con el territorio de Alta California.
El 25 de abril de 1850 el territorio se dividió en dos partidos judiciales, el norte y el sur. Ambos bajo el control de un Jefe político, el cual era designado por el gobierno de la república. Posteriormente en 1873 se dividió en tres partidos: La Paz, al sur; Magdalena, en el centro; y Norte. El último cambio administrativo ocurrió el 14 de diciembre de 1887, en que se estableció una división en dos distritos —norte y sur—, separados por el paralelo 28° de latitud norte y gobernados cada uno por un Jefe político propio.
El 8 de noviembre de 1920 el presidente Adolfo de la Huerta propuso sin éxito al congreso de la unión la separación del distrito norte para convertirlo en un territorio federal.

## Durante la Intervención estadounidense
A las dos de la tarde del 2 de octubre de 1847, el teniente Craven con diecisiete marines y cincuenta y siete marineros desembarcó en la entrada de Muleje Creek (El Sombrerito) y avanzó hacia la orilla derecha. Justo después de desembarcar, el USS Dale comenzó el bombardeo que, según los informes, tuvo poco efecto. Después de varios ataques por parte de Craven, sin hallar resultados, con la llegada de la noche, procedió a reembarcar a sus hombres a bordo del Dale.

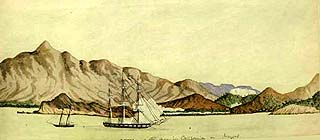
USS Dale bombardeando Mulegé. También se representa una pequeña goleta capturada.

El 31 de octubre de 1847, el teniente Craven se dirigió hacia el norte, en el Golfo de California. Su misión era interrumpir las comunicaciones enemigas de la guarnición de Mulegé con otras comunidades y fortificaciones. A bordo del Libertad, abandonó inmediatamente el intento de capturar una presa, optando por abrir fuego contra las baterías mexicanas, una de las cuales era un cañón de pivote que se instaló apresuradamente justo después de que comenzaran las hostilidades. Los mexicanos mantuvieron una buena posición defensiva esa noche. No hubo bajas estadounidenses. El Libertad recibió daños leves en sus velas y aparejos, pero no sufrió daños. Las bajas mexicanas son desconocidas, ya que era demasiado oscuro para determinar las bajas desde la perspectiva estadounidense.
El 16 de noviembre de 1847, una brigada de 200 hombres bajo el mando de Manuel Pineda Muñoz atacó la guarnición estadounidense de La Paz, del lado norte del arroyo con infantería, mientras la caballería esperaba en el este y el sur esperando para intervenir. Los hombres de Pineda dispararon contra los estadounidenses durante aproximadamente una hora antes de detenerse, esperando hasta las 9:00 AM para avanzar, pero su avance se detuvo a las 2:00 PM. Pineda con 50 hombres pudo prender fuego a la casa del exgobernador Francisco Palacios de Miranda, y brevemente ocupan una casa en la parte baja de la ciudad, antes de que el fuego naval le obligaran a retirarse. Los estadounidenses tuvieron seis muertos.

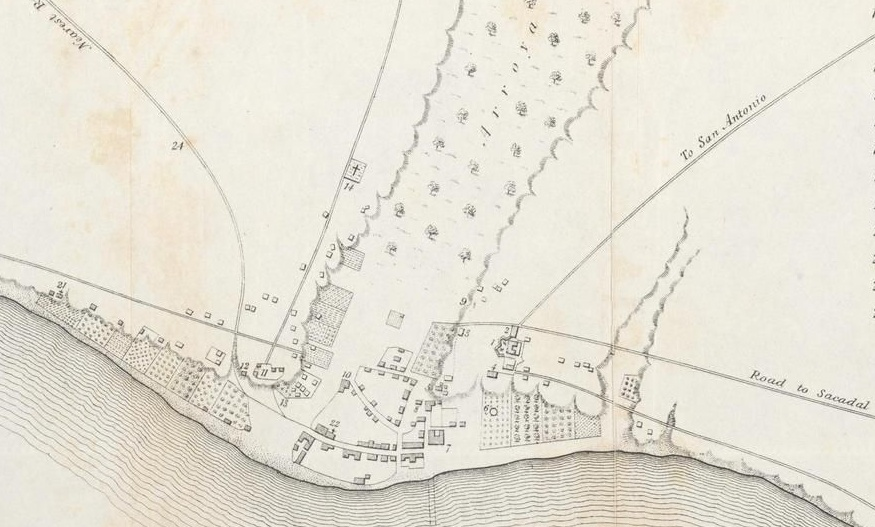
Disposición de fuerzas de la paz en 1847.

El 27 de noviembre de 1847, el ejército estadounidense, liderado por Henry Stanton Burton, bloquean militarmente La Paz. La Armada de los Estados Unidos en este momento no tenía barcos de guerra para ayudar a proteger La Paz, todos los cuales habían navegado hacia el norte a Alta California para recibir órdenes, otros dejaron aguas mexicanas para abastecerse. Esto dejó a la guarnición estadounidense sin capacidad para evacuar La Paz, si fuera necesario. Finalmente, el 8 de diciembre del mismo año, el asedio es lavantado, tras la retirada mexicana.
El 21 de julio de 1847, antes de partir para capturar Mazatlán el 11 de noviembre, el comodoro William Shubrick arribó a 4 marineros y 20 marines, con una carronada de 9 libras, en San José del Cabo bajo el mando del teniente Charles Heywood. Los hombres de Charles Heywood convirtieron la antigua misión en un fuerte. Además, 12 californianos se unieron a la fuerza estadounidense, ocupando la casa Mott. El 20 de noviembre estuvo tranquilo hasta la puesta del sol, cuando los mexicanos atacaron, intentando capturar el cañón estadounidense y ganar el techo del fuerte, pero el disparo de la uva, el disparo del bote y el fuego de mosquete detuvieron el ataque. El 21 de noviembre, los balleneros Magnolia y Edward llegaron, y la fuerza mexicana se retiró después de la descarga de las armas de los balleneros.
El 22 de enero de 1848, el guardiamarina James M. Duncan y Alexander P. Warley, más otros 6 hombres, fueron capturados por los insurgentes mexicanos el 22 de enero, mientras buscaban contacto con una goleta de ayuda. El 8 de febrero, el teniente Archibald McRae de la guarnición de La Paz llegó al teniente Charles Heywood, comprobó la situación desesperada y luego navegó hacia Mazatlán para informar al comodoro William B. Shubrick, quien envió el Southampton a La Paz, por lo que el USS Cyane podría aliviar a San José del Cabo. Al anochecer del 14 de febrero a las 3:30 PM, el Cyane llegó a las aguas de San José del Cabo y, a la mañana siguiente, descargó 89 marineros, 5 marines, y 8 oficiales, en la playa junto con una pieza de campo bajo el mando del Capitán Dupont. El teniente Charles Heywood tomó 30 de sus hombres y atacó a los mexicanos que todavía ocupaban la ciudad, y luego se unió a los hombres de Cyane.

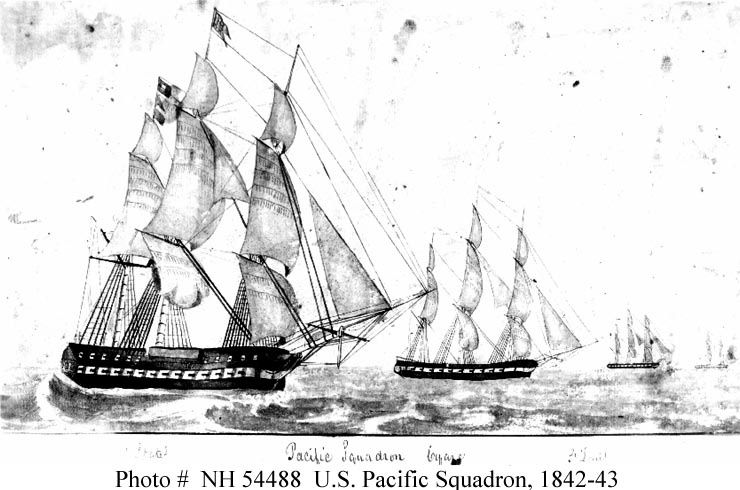
El Escuadrón del Pacífico de los Estados Unidos antes de la Guerra de México; USS Cyane es el segundo barco en línea en aproximadamente el centro de la imagen.

El 30 de marzo, cuando la expedición de Henry Stanton Burton se acercaba a Todos Santos, Burton envió al Capitán Naglee y 45 hombres montados para atacar a la fuerza mexicana desde la retaguardia. Con una advertencia oportuna de que los californianos estaban emboscados en algún chaparral denso a través del cual el camino corría Burton dirigió su destacamento a lo largo de una cresta de mesetas altas, brindando una vista del enemigo, de unos 200 a 300 mexicanos e amrindios yaquis. La fuerza mexicana respondió cayendo de nuevo a una colina que dominaba la fuerza de Burton.
Para el 5 de abril, al regresar a San José del Cabo, estaba el alcalde de Miraflores y 23 prisioneros, incluido el jefe político Mauricio Castro, capturado por una expedición liderada por el teniente George L. Selden, del USS Cyane. [Mientras tanto otros oficiales habían traído varios prisioneros, entre ellos el padre Gabriel González, así como dos de sus hijos, que estaban sirviendo como oficiales en el ejército. González, fue considerado astuto, enérgico y uno de los líderes que los estadounidenses temían más que los otros líderes militares en Baja California. Los prisioneros fueron enviados a Mazatlán y puestos en libertad condicional. Los voluntarios continuaron en la península sin ser molestados hasta que regresaron a Alta California para ser disueltos.

### Término
En diciembre de 1930 el congreso de la unión modifica el artículo 43 de la constitución nacional, transformando al territorio de Baja California en dos regiones: Territorio Norte de Baja California y Territorio Sur de Baja California. La reforma entró en vigor en 1931.

## Jefes políticos
| Jefe político           | Período     | Subjefe político del Territorio Norte de Baja California | Subjefe político del Territorio Sur de Baja California |
| ----------------------- | ----------- | -------------------------------------------------------- | ------------------------------------------------------ |
| José María de Echeandía | 1825 - 1829 |                                                          |                                                        |
| Manuel Victoria         | 1829        |                                                          |                                                        |
| José Mariano Monteverde | 1830        |                                                          |                                                        |
| José María de Echeandía | 1830 - 1832 |                                                          |                                                        |
| Pío Pico                | 1832        |                                                          |                                                        |
| José María de Echeandía | 1832 - 1833 |                                                          |                                                        |
| José Figueroa           | 1833        |                                                          |                                                        |
| José María de Echeandía | 1833 - 1835 |                                                          |                                                        |
| Miguel Martínez         | 1835        |                                                          |                                                        |
| Francisco Padilla       | 1837        |                                                          |                                                        |
|                         |             |                                                          |                                                        |
| Nicolás Lastra          | 1845 - 1849 |                                                          |                                                        |
| Pío Pico                | 1847        |                                                          |                                                        |